# Drosophila forficata
Drosophila forficata este o specie de muște din genul Drosophila, familia Drosophilidae, descrisă de Hardy și Kaneshiro în anul 1979. Conform Catalogue of Life specia Drosophila forficata nu are subspecii cunoscute.